# Excorallana longicornis
Excorallana longicornis là một loài chân đều trong họ Corallanidae. Loài này được Lemos de Castro miêu tả khoa học năm 1960.